# Cry Now, Laugh Later
«Cry Now, Laugh Later» (español: «Llora ahora, ríe después») es el cuarto sencillo del álbum de 1982 de Grace Jones Living My Life.
La canción fue lanzada como un sencillo en 12" en los Estados Unidos y es especialmente notable en la discografía de Grace Jones y el remix de la canción, por Steven Stanley, difiere sustancialmente de la versión del álbum. El remix en 12" (5:51) sólo mantiene el liderato y coros de la original y tiene nuevas pistas extra de batería, bajo y teclados - y una progresión de acordes diferentes en los coros. La versión 12" en Estados Unidos también incluyó una versión dub de la mezcla. En el Reino Unido el remix de Steven Stanley de "Cry Now, Laugh Later" fue lanzada como el lado B de "My Jamaican Guy" en 12".
Tanto el remix en 12" y la versión dub en 12" de "Cry Now, Laugh Later" siguen siendo inéditos en CD.

## Lista de canciones
- US 12" sencillo (1983) 0-99916

1. «Cry Now, Laugh Later» (Remix) - 5:51
2. «Cry Now, Laugh Later» (Dub) - 6:04
3. «Nipple To The Bottle» (Dub) - 3:40

- CA 12" sencillo (1983)

1. «Cry Now, Laugh Later» (Remix) - 5:51
2. «Cry Now, Laugh Later» (Dub) - 6:04
3. «Nipple To The Bottle» (Dub) - 3:40

- US 7" promo (1983)

1. «Cry Now, Laugh Later» (Editada en 7") - 4:25
2. «Cry Now, Laugh Later» (Editada en 7") - 4:25

- US 12" promo (1983) DMD 603

1. «Cry Now, Laugh Later» (Remix) - 5:51
2. «Cry Now, Laugh Later» (Dub) - 6:04
3. «Nipple To The Bottle» (Dub) - 3:40

- Datos: Q5190408